# Volkspark Prenzlauer Berg
Der Volkspark Prenzlauer Berg – entstanden aus der früheren Oderbruchkippe – ist eine rund 29 Hektar große Parkanlage am östlichen Rand des Bezirks Pankow, Ortsteil Prenzlauer Berg. Den wesentlichen Bestandteil des Parks bildet ein Trümmerberg-Doppelgipfel, der an seiner höchsten Stelle (genannt: „Pappelplateau“) 90,9 m ü. NHN hoch ist. Der andere Gipfel, mehr zur Hohenschönhauser Straße hin gelegen, heißt zwar „Hohes Plateau“ und auf einer steinernen Markierung steht, er sei „die höchste Erhebung in Prenzlauer Berg“, was aber ungenau ist. Denn nach Vermessungen in den 1990er Jahren ist er nur 89 m hoch. Die Gipfelzwillinge gehören zu den höheren Erhebungen Berlins.

## Entstehungsgeschichte

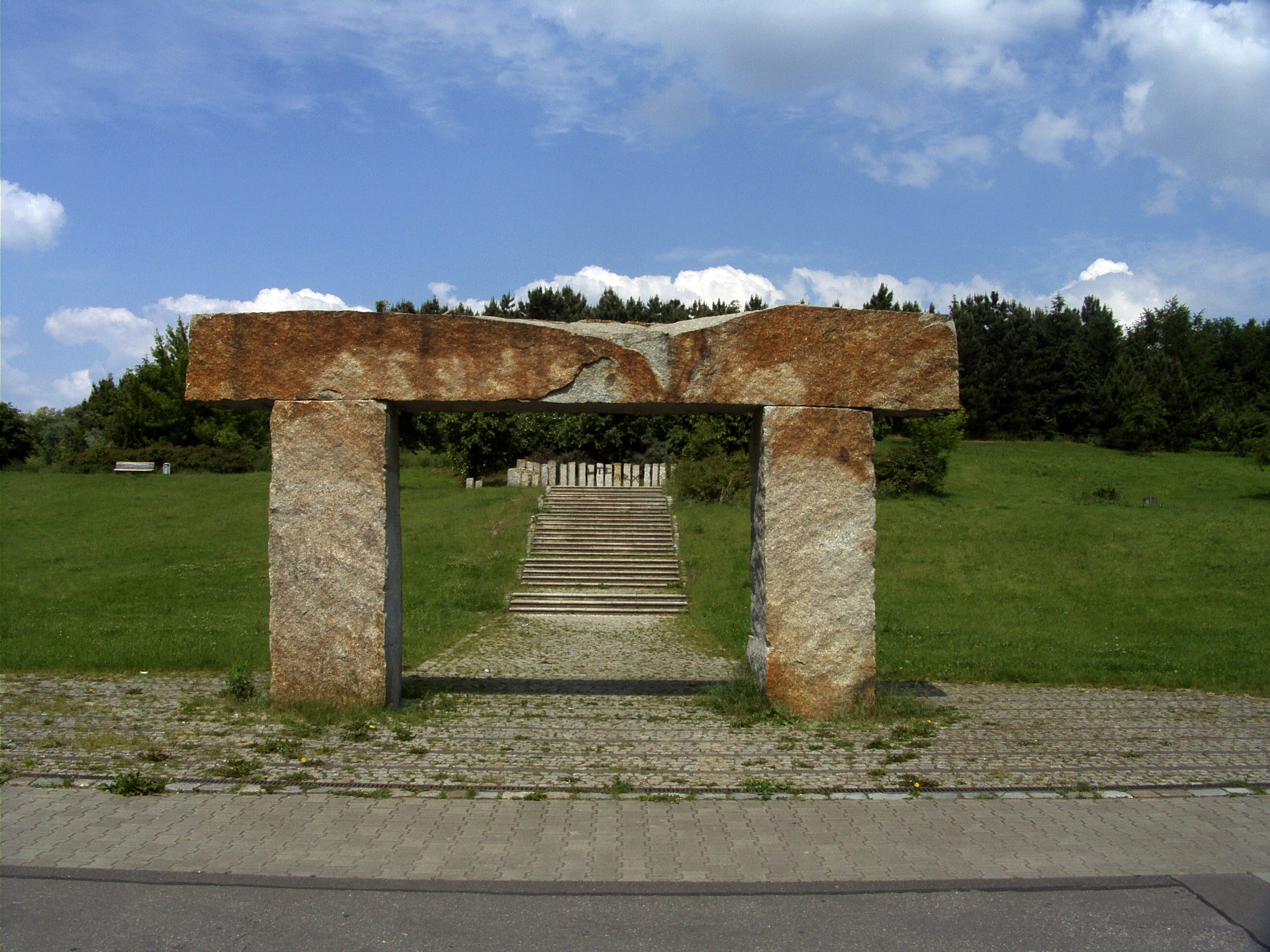
Eingangstor zum Volkspark Prenzlauer Berg

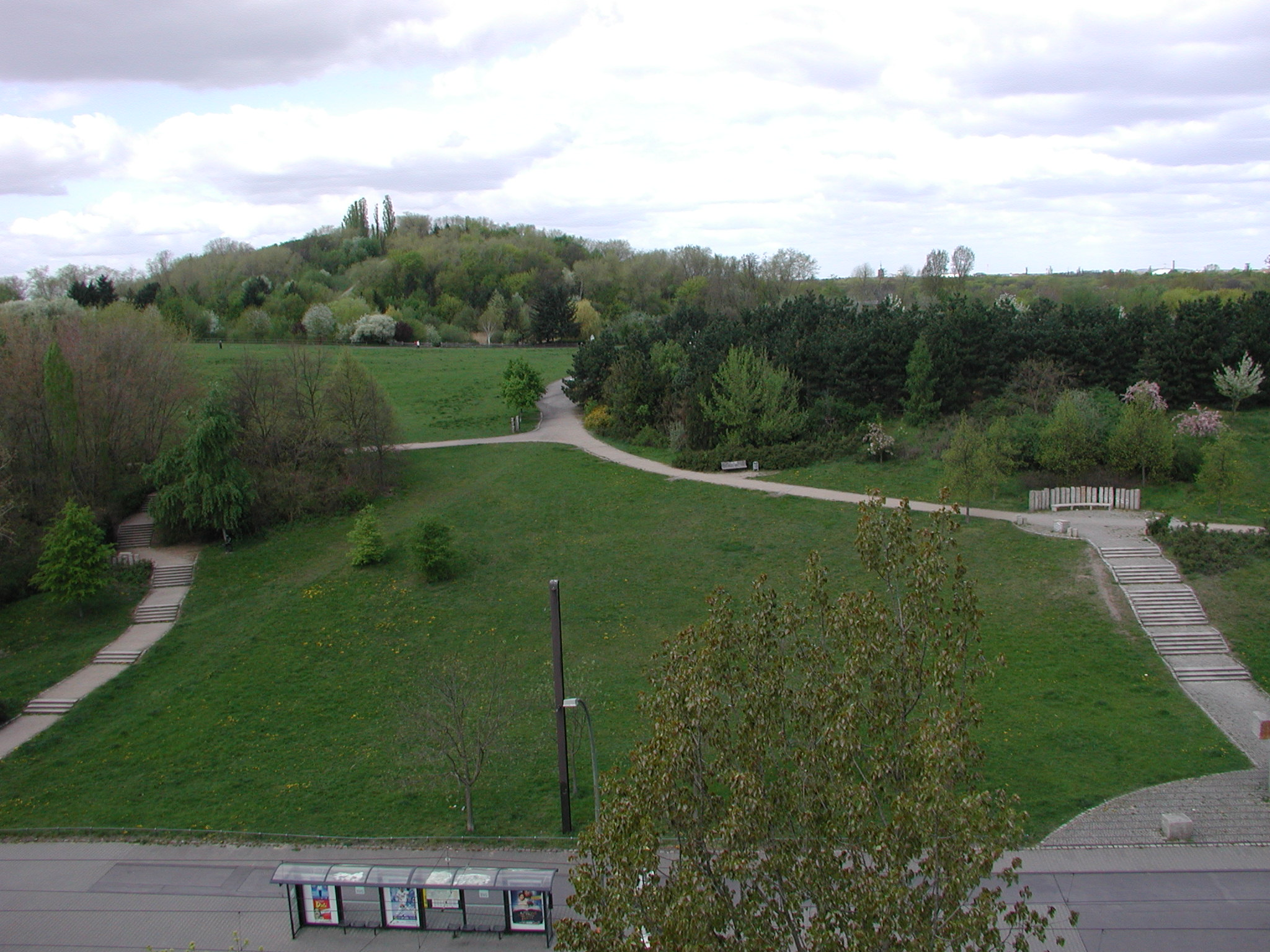
Pappelplateau im Volkspark

Am symbolischen Parkeingangstor hat das Bezirksamt eine Informationstafel anbringen lassen, deren Text die Geschichte des Berges wie folgt darstellt: „Der Park, den Sie nun betreten, bedeckt eine Fläche von fast 29 ha. Noch um die Jahrhundertwende bestimmten hier landwirtschaftliche Flächen, Wiesen und ein Abfallplatz der Berliner Markthallen das Bild. Mit dem industriellen Aufschwung Berlins nach 1871 begann sich die Stadt bis in ihren Grüngürtel auszudehnen. Zwischen Kniprode- und Oderbruchstraße entstanden nun Kleingärten und Einfamilienhäuser. Während des II. Weltkrieges flüchteten hierher die Menschen aus der Innenstadt vor den Bomben. Als nach 1945 der Aufbau begann, brachte man an diesen Ort Trümmerschutt aus dem Gebiet um den Alexanderplatz. Die Oderbruchkippe entstand und nahm rund 15 Millionen Kubikmeter Abraum auf. Das nunmehr bergige Gelände füllten die freiwilligen Helfer mit Mutterboden auf, säten Rasen und pflanzten Pioniergehölze. 1969 konnte die neu entstandene Naturlandschaft feierlich als Volkspark Prenzlauer Berg eingeweiht werden. Im Laufe der Zeit entstand das heute waldartige Biotop mit 60 % Gehölzfläche und 40 % Wiesen. Seit 1971 gibt es den botanischen Lehrpfad, seit 1997 das Feuchtbiotop und den Abenteuerspielplatz. Die Vogelwelt weist 57 Arten auf. Wildtiere bis hin zu Füchsen finden hier ihren Lebensraum. Als Gestalter des Parks wirkten bis 1999 die Gartenamtsleiter Dr. W. Zipperling, R. Zagrodnik und W. Krause.“
Die vorher genutzten Trümmer-Ablagerungsmöglichkeiten wie die Bunkerüberschüttungen in Friedrichshain, Gesundbrunnen und am Teufelsberg waren bereits ausgeschöpft. Der für den Trümmerberg aus verwaltungstechnischen Gründen vergebene Name orientierte sich an der Straße, an der er entstehen sollte: Oderbruchkippe. Dazu mussten zunächst die Kleingärten bis 1963 geräumt werden, dann brachten Lastwagen und die Trümmer-Straßenbahn den Häuserschutt aus dem Berliner Stadtzentrum auf diese Fläche. Auf zwei Lagerflächen verteilt entstand ein Doppelberg fast 40 m über dem Niveau der angrenzenden Gebiete. Eine Bebauung der Fläche wurde nicht in Betracht gezogen, da Absenkungen zu erwarten waren.  Die meisten der heutigen Parkwege entstanden auf den Fahrtrassen der anliefernden Lkw.

Höhenmarke des Hohen Plateaus im Volkspark

Mitte des Jahres 1967 begann die Begrünung des Areals mit verschiedenen Baumarten aus dem europäischen Raum. Vor allem Pioniergehölze sollten schnell und gut anwachsen, anspruchslos und winterhart sein. Den Baumbestand im 21. Jahrhundert bilden Pappeln, Eschen, Ahorn, Robinien, Weiden, zusammen mit den Sträuchern ist das knapp ein Drittel der Parkfläche. Die oben genannten Wiesen gliedern sich aber in Wege und Grünflächen auf, die großen Artenreichtum an Wildpflanzen aufweisen. Nach Abschluss aller gartentechnischen Arbeiten wurde der neue Name Volkspark Prenzlauer Berg vergeben und so in die Stadtpläne eingetragen.
Ende 1982 wurde das letzte Grundstück der Schrebergärten umgewidmet. Im 21. Jahrhundert bestehen am Nordrand bis zum Jüdischen Friedhof noch Kleingartenanlagen (KGA ‚Volkspark Prenzlauer Berg‘, KGA ‚Grönland‘, KGA ‚Neues Heim‘). Ein etwa 50 Meter breiter Streifen entlang der Hohenschönhauser Straße, auf der die Straßenbahntrasse rechts neben der Fahrbahn lag, gehörte anfangs zum Bezirk Lichtenberg. Mit der Bezirksreform 2001 wurde er dem Bezirk Pankow zugeordnet. Seither grenzt der Volkspark im Südosten entlang dieser Straße und der Straße 106 (Zufahrt zu den Tennisplätzen) an den Ortsteil Fennpfuhl in Lichtenberg.

## Lage
Die Straßenzüge Süderbrokweg, Sigridstraße, Schneeglöckchenstraße, Maiglöckchenstraße, Oderbruchstraße/ Hohenschönhauser Straße begrenzen die Parkanlage, direkt nördlich schließt sich die Kleingartenanlage ‚Am Prenzlauer Berg e. V.‘ an.
Südlich an die Parkfläche schließt sich der Lichtenberger Ortsteil Fennpfuhl an, mit Neubauten aus den 1970er Jahren ausgestattet. Im Westen grenzt der Park an das  Neubaugebiet der Michelangelostraße.

## Nutzung
Durch die Bepflanzung und die Anlage eines Kinderspielplatzes auf halber Höhe (1997 als Abenteuerspielplatz) dient der Park hauptsächlich der Erholung und der Freizeit. In den warmen Monaten wird gejoggt, gewalkt oder spazieren gegangen, im Herbst können Besucher von den flachen unbepflanzten Hängen Drachen steigen lassen und im Winter bei Schnee gibt es den nach flacher auslaufenden Hang zum Rodeln.
Neu- und Ersatzpflanzungen sichern den Artenreichtum an Gehölzen; Nadelbäume sind inzwischen auch hinzugekommen. Schließlich ist noch die Funktion als grüne Lunge für das Wohngebiet und als Biotop für zahlreiche Vogelarten (wie oben nachzulesen, wurden zu Beginn des 21. Jahrhunderts 57 Arten beobachtet) und kleine Wildtiere hervorzuheben. Diese Parkfläche ist Grünzug für die klimatische Verbindung der Innenstadt mit den nordöstlichen Randgebieten.

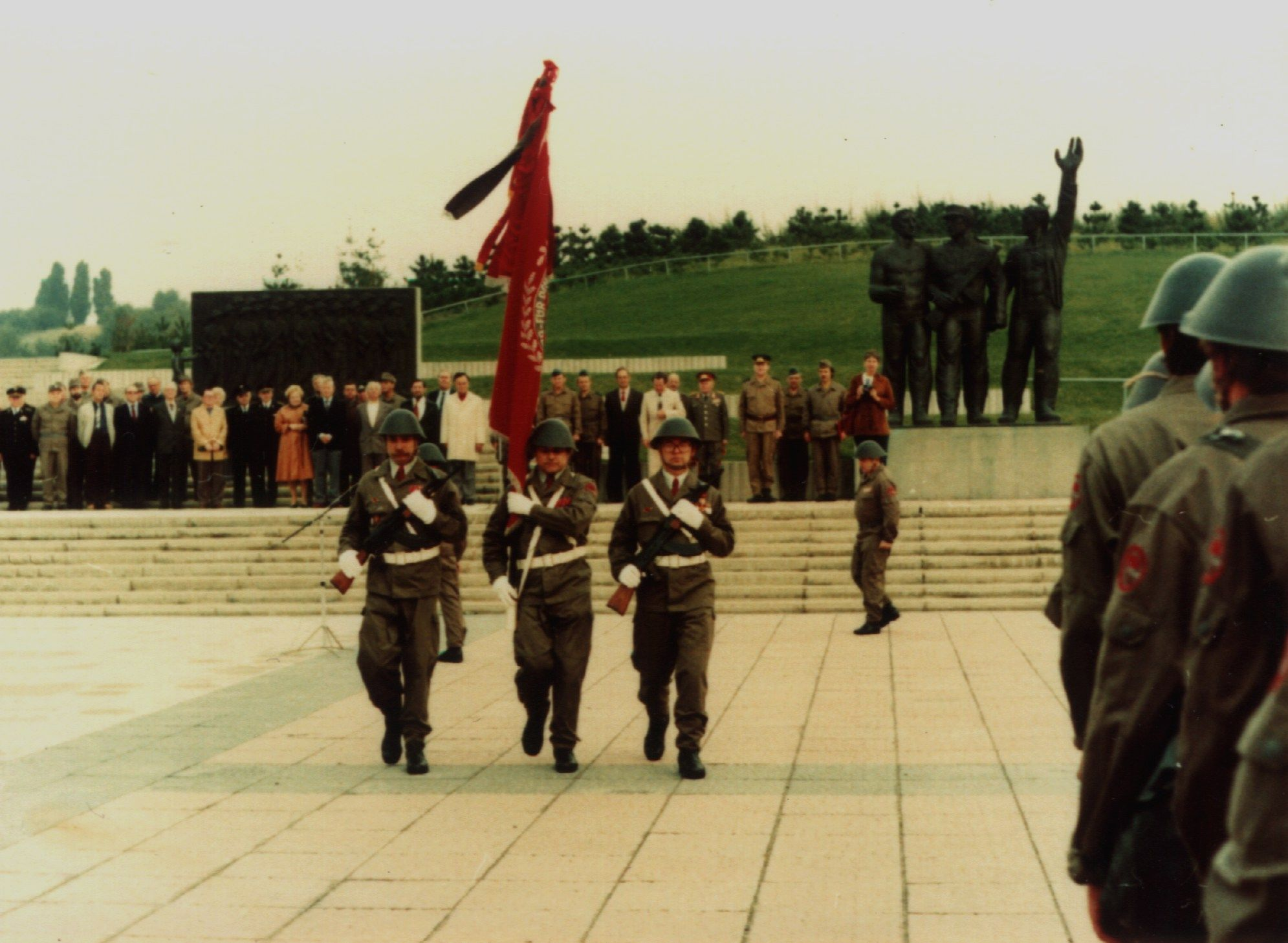
Ein Ehrenappell am Kampfgruppendenkmal im Volkspark Prenzlauer Berg im August 1989

Das zur Hohenschönhauser Straße immer flacher auslaufende Gebiet wurde in der zweiten Hälfte der 1980er Jahre umgestaltet. Am 1987 errichteten Denkmal für die Kampfgruppen der Arbeiterklasse, gestaltet vom Bildhauer Gerhard Rommel wurden Ehrenappelle an Staatsfeiertagen veranstaltet. Das Denkmal wurde nach der deutschen Wiedervereinigung demontiert. Aus Sandsteinresten der Treppenanlage wurde das Eingangstor des Volksparks aufgestellt.

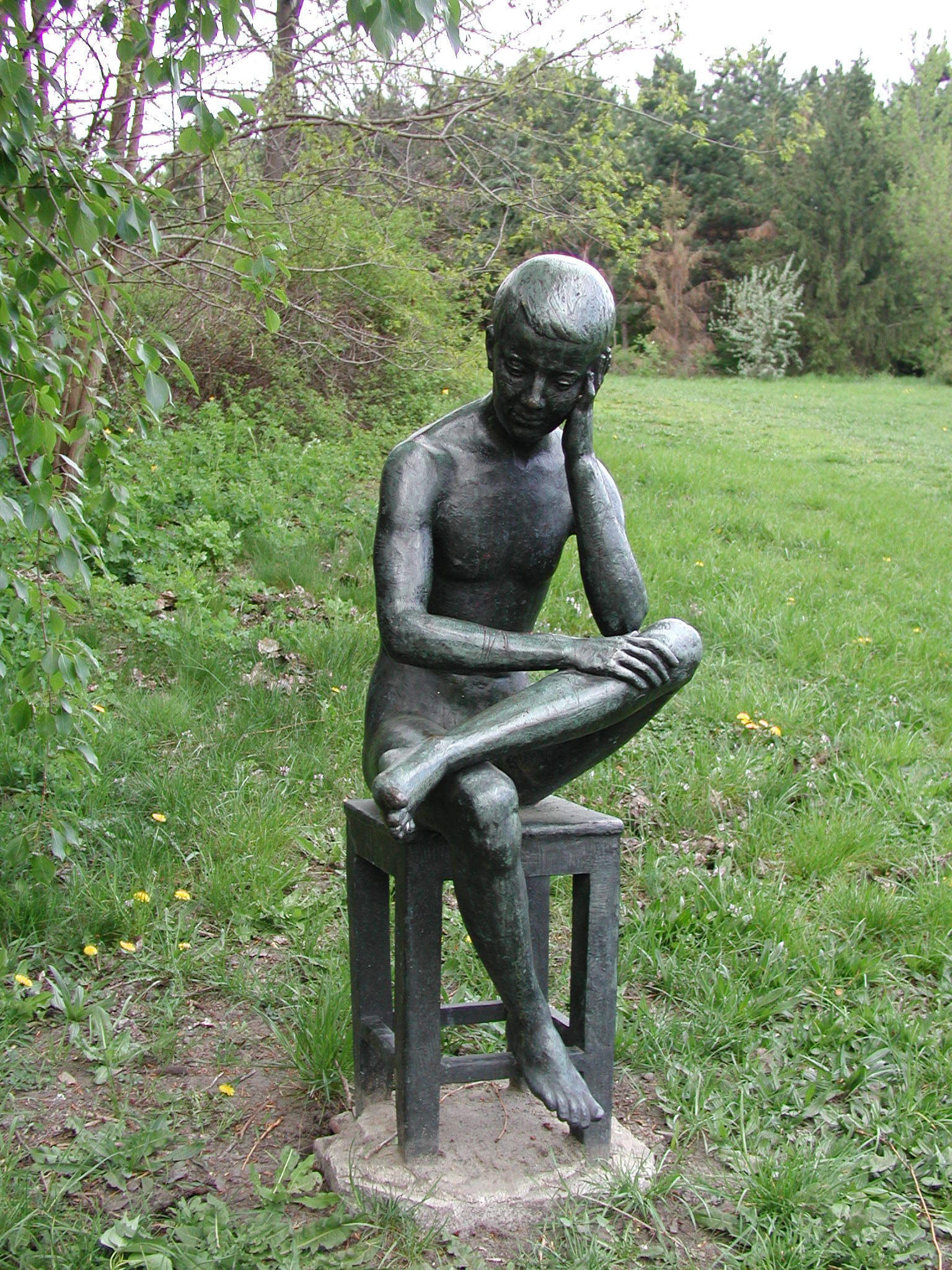
Sitzender Junge

## Kunst im Park
Mit der Anlage als Erholungspark wurden an Bildhauer Aufträge vergeben. Die entstandenen Auftragswerke sind als Kulturwege an verschiedenen Stellen, vor allem an den Zugängen zum Park, zu sehen. Die Inschrift am Fries Geschichte von Prenzlauer Berg: „Aus Trümmerresten des II. Weltkrieges wurde hier ein Berg aufgeschüttet und der Park angelegt.“
- Vater und Sohn – Bronzestatue von Stephan Horota, 1970/71, im 21. Jahrhundert gestohlen[6]
- Rodelnde Kinder – Bronzefiguren von Erwin Damerow, 1972[7]
- Junger Fuchs – Bronzefigur von Stephan Horota, 1972, ist am 19./20. September 2012 von bislang unbekannten Tätern entwendet worden[8]
- Bär – Kunststein von Erwin Damerow, 1973[9]
- Sitzender Junge – Bronzefigur von Werner Stötzer, 1956 entstanden, nach 1991 hierher umgesetzt,
- Aus der Entstehungsgeschichte des Parks – Bronzetafeln als etwa zehn Meter langer Fries von Birgit Horota, 1971–1973; am Parkzugang Ecke Maiglöckchenstraße, durch Übersprühen fast unkenntlich geworden (Zustand in den 2010er Jahren). Hier ist der gesamte Fries aber noch in zwei Teilen abgebildet: